# Toyota Stadium (Frisco)
Pour les articles homonymes, voir Toyota Stadium.
Le Toyota Stadium est un stade de soccer situé à Frisco (Texas), dans la banlieue de Dallas.
Ce stade de 20 500 places, construit entre 2004 et 2005, pour un coût total de 80 millions de dollars, est utilisé par l'équipe du FC Dallas.

## Histoire
Le stade, qui a coûté approximativement 80 millions de dollars, a été inauguré le 6 août 2005 lors d'un match entre le FC Dallas et le MetroStars (Match nul; 2 - 2). Le stade a une capacité de 20 500 places et possède une large scène pour pouvoir organiser des concerts.
Comme la plupart des stades de soccer de sa génération, il a pour but de se diversifier comme l'organisation de concert ou de match universitaire de football américain. Entre 2007 et 2012, il porte le nom de Pizza Hut Park, du nom de la chaîne de restaurants Pizza Hut qui possède son siège dans la banlieue de Dallas, à Addison.
Le stade a accueilli la finale de la MLS Cup 2005; victoire du Los Angeles Galaxy face au New England Revolution (1-0) ainsi que celle de le MLS Cup 2006; victoire du Houston Dynamo face au New England Revolution (1-1 ; 4 tirs au but à 3).
Le complexe sportif a aussi 17 terrains de sports supplémentaires. Ces terrains sont utilisés pour les entraînements du FC Dallas mais aussi pour les matchs de l'équipe réserve et lors des tournois de jeunes comme la Dallas Cup, l'ODP National Championships, et le USYSA National Championships.

## Événements
- Finale de la MLS Cup : 2005, 2006
- Finale de championnat de football américain de Division I FCS de la NCAA : 2010 à 2019

## Galerie

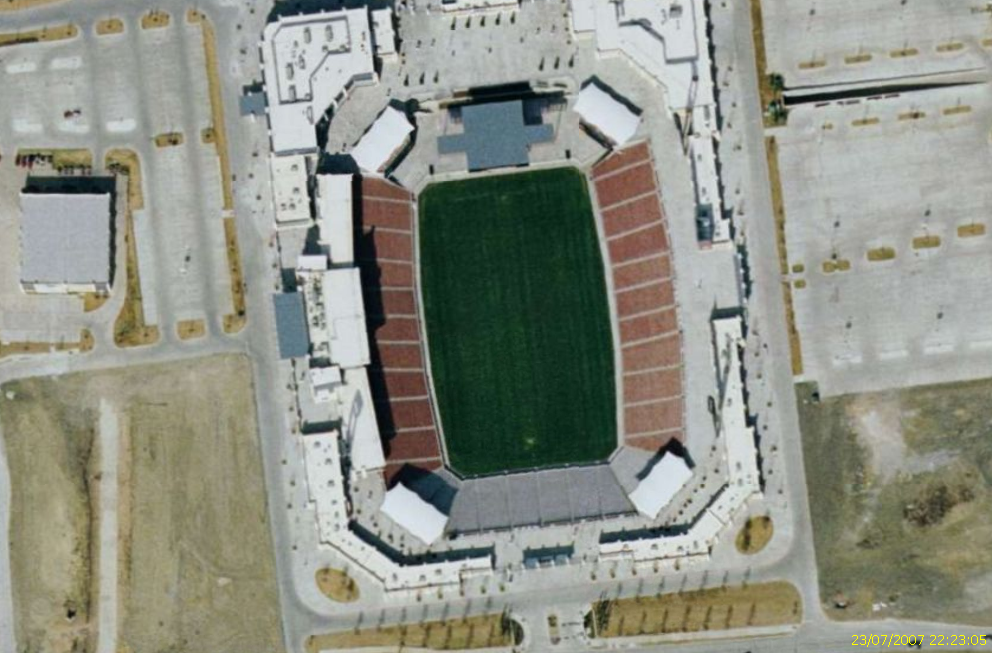
Vue satellite
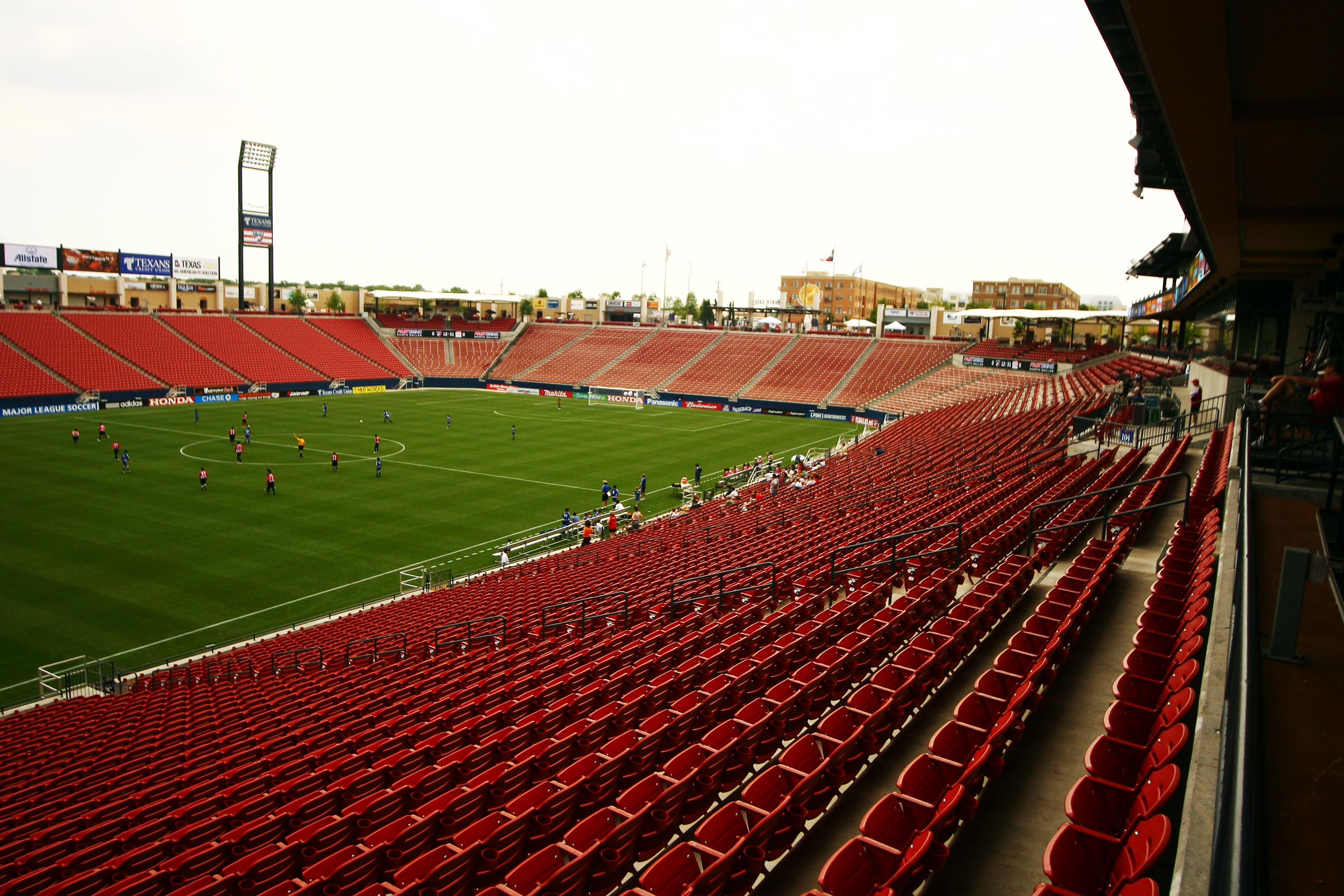
Vue du stade